# Шалимова (Архангельская область)
Шалимова — деревня в Устьянском районе Архангельской области.

## География
Находится в южной части Архангельской области на расстоянии приблизительно 70 км на север-северо-восток по прямой от административного центра района поселка Октябрьский на правобережье реки Устья.

## История
В 1859 году здесь (деревня Вельского уезда Вологодской губернии) было учтено 7 дворов. До 2022 года входила в Бестужевское сельское поселение до его упразднения.

## Население
Численность населения: 45 человек (1859 год), 9 (русские 100 %) в 2002 году, 0 в 2010.